# Ферніко

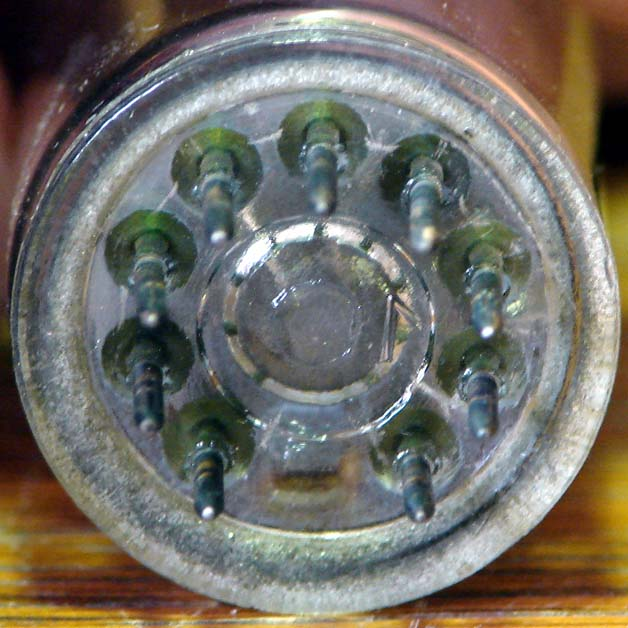
Цоколь електронної трубки з електричними контактами. Втулки для контактних штифтів через скляне дно трубки виготовлені зі сплаву Ферніко

Ферніко (англ. FerNiCo від лат. Fer(rum) — залізо, Ni(ccolum) — нікель й Co(baltum) — кобальт) — група сплавів системи Fe — Ni — Со, що мають температурний коефіцієнт лінійного розширення (ТКЛР), близький до ТКЛР тугоплавкого скла.

## Види сплавів
До сімейства сплавів входять ковар (англ. Kovar; за ГОСТ 10994-74 маркується як 29НК); ферніко І (англ. FerNiCo I, аналог ковару); ферніко ІІ (англ. FerNiCo I I відповідає близькому за складом сплаву 33НК за ГОСТ 10994-74) й сплав dumet (від англ. dual — подвійний і англ. metal — метал; аналог — сплав 42Н за ГОСТ 10994-74).
|                   | Fe    | Ni   | Co   | C       | Si    | Mn    | ТКЛР             | Діапазон температур |
| ----------------- | ----- | ---- | ---- | ------- | ----- | ----- | ---------------- | ------------------- |
| FerNiCo I / Ковар | решта | 29 % | 17 % | <0,01 % | 0,2 % | 0,3 % | 4,5…6,5·10−6°С−1 | -70…420°С           |
| FerNiCo II        | решта | 31 % | 15 % | <0,01 % | 0,2 % | 0,3 % | 6,5·10−6°С−1     | 20…500°С            |
| Dumet             | 58 %  | 42 % | -    | -       | -     | -     | 4,5…5,5·10−6°С−1 | -70…340°С           |

## Використання
Сплав ферніко І призначений для використання при підвищених температурах (20…800 °C) і є практично ідентичним до сплаву ковар. Ферніко ІІ може також використовуватись за кріогенних температур у діапазоні −80 … −180 °C. Обидва сплави призначаються для виготовлення електропровідних герметичних вводів крізь стінки колб з боросилікатного скла (твердого скла) електровакуумних приладів. Сплав Dumet, створений у 1911 році як заміна платини, використовується з тією ж метою для випадку виготовлення колб із содовапнякового (м'якого скла) та лужносилікатного видів скла у тому числі і при виготовленні «класичних» ламп розжарення.